# Babyteeth (filme)
Babyteeth (bra. Dente de Leite) é um filme Australiano de 2019 do gênero coming of age, dirigido por Shannon Murphy e escrito por Rita Kalnejais baseado na peça da mesma. O filme teve sua estreia no festival de cinema de Venice em 4 de setembro de 2019. Foi lançado na Australia no dia 23 de julho de 2020 pela Universal Pictures.

## Enredo
Milla Finlay (Eliza Scalen) é uma adolescente de 16 anos, recentemente diagnosticada com cancer. Um dia indo para a escola, ela conhece Moses (Tobey Wallace) de 23 anos que faz amizade com ela antes de pedir por dinheiro. Milla logo começa a gostar dele e o introduz para seus pais: Anna (Essie Davis), uma musicista, e Henry (Ben Mendelsohn) um psiquiatra. Ambos ficam desconfortáveis com a presença de Moses, devido a diferença de idade de ambos, e devida a doença de Milla.
Um tempo depois, Anna acorda de noite e encontra Moses no processo de roubar as prescrições de remédios da família. Milla e Henry acordam e são alertados da situação porém enquanto Henry quer chamar a policia, Milla implora por clemência que Anna obedece, percebendo o quão feliz Milla fica com Moses por perto. No dia seguinte, Anna avisa Moses para ficar longe de sua filha.
Moses continua a visitar Milla na escola. Depois que ela segue ele uma noite, Moses a leva para suas entregas de drogas e depois para uma festa. Eles mais tarde passam a noite juntos em uma rooftop onde Moses abandona Milla enquanto ela esta dormindo. Seus pais desesperados a sua procura eventualmente a encontram e a levam para o hospital.
Ciente que eles não conseguiram para o relacionamento de Milla e Moses, Henry e Anna começam a aceitar mais o relacionamento. Quando Milla fica doente em casa, Anna percebe que Moses trocou sua medicação. Milla fica brava, acreditando que Moses esta a usando pelo acesso do pai dela com drogas e o expulsa de sua casa.
Depois, Henry procura por Moses e pede para ele vir morar com sua familia, prometendo acesso a drogas enquanto ele deixar Milla feliz. Por um tempo, a familia e Moses vivem em harmonia porem Milla descobre que seu pais esta drogando Moses e fica brava de novo, mandando Moses embora. Ele eventualmente volta e começa um processo de ficar sóbrio.
Depois da festa de aniversario de 17 anos de Milla, um dia feliz, ela revela para Moses que ela esta constantemente com dor e que sabe que esta chegando o seu fim. Ela implora para Moses mata-la sufocada porem ele não consegue. Em vez disso, os dois fazem sexo pela primeira vez.
No dia seguinte, Anna e Henry percebem que Milla fez sexo pela primeira vez. Quando Anna entra no quarto de Milla para levar café na cama, ela descobre que a filha tinha morrido durante a noite.
Em um flashback, Henry se lembra um dia com Milla na praia, Ela diz para ele que ela esta em paz com a morte e pede para ele cuidar de Moses quando ela se for. Henry, em compensação, promete que ele e Anna vão ficar bem quando ela morrer.

## Elenco
- Eliza Scanlen as Milla Finlay
- Toby Wallace as Moses
- Essie Davis as Anna Finlay
- Ben Mendelsohn as Henry Finlay
- Emily Barclay as Toby
- Eugene Gilfedder as Gidon
- Edward Lau as Tin Wah
- Zach Grech as Isaac
- Georgina Symes as Polly
- Michelle Lotters as Scarlett

## Lançamento
Babyteeth teve seu lançamento no festival de Venice no dia 4 de setembro de 2019, onde ele competiu pelo Golden Lion. Um tempo depois o filme passou no BFI London Film Festival no dia 6 de outubro de 2019. Um tempo depois as produtoras IFC Films e Picturehouse Entertainment compraram os direitos de distribuicao do filme no US e UK respectivamente. O filme também foi comprado pela produtora Universal Pictures para distribuição na Australia.
O filme foi lançado nos Estados Unidos em 19 de julho de 2020, na Australia em 23 de julho de 2020 e na Inglaterra em 12 de agosto de 2020.

## Recepção
O filme foi bem recebido pela critica desde seu lançamento em 2019 no festival de Venice. O filme também recebeu aprovação de 94% da critica no site Rottem Tomatoes com 138 criticas, com a media de 7,6/10. O consenso dos críticos do site foi "Powerfully acted and sensitively directed, Babyteeth offers audiences a coming-of-age story that's messier -- and more rewarding -- than most." No site Metacritic a media do filme é de 77/100, baseado em 29 criticas. O filme terminou o ano sendo consideram o #95 melhor filme do ano do site, baseado nas medias de todos os filmes lançados no ano.
| Ano  | Revista/Site      | Lista                                                    | Posição | Ref.   |
| ---- | ----------------- | -------------------------------------------------------- | ------- | ------ |
| 2020 | The Film Stage    | Jared Mobarak’s Top 10 Films of 2020                     | 2       | [ 15 ] |
| 2020 | Flicks.com.au     | The 10 Best Australian Films Of 2020                     | -       | [ 16 ] |
| 2020 | Indie Wire        | The 20 Overlooked Indie Movies from 2020 You Need to See | -       | [ 17 ] |
| 2020 | We Love Cinema    | 25 Best Films of 2020 in the UK                          | 4       | [ 18 ] |
| 2020 | Little White Lies | The Best Films of 2020                                   | -       | [ 19 ] |
| 2020 | Little White Lies | The 30 Best Films Of 2020                                | 16      | [ 20 ] |
| 2020 | The Film Stage    | The Best Directorial Debuts of 2020                      | -       | [ 21 ] |
| 2020 | The Playlist      | 25 Best Films Of 2020                                    | 22      | [ 22 ] |
| 2020 | Metacritic        | Best Movies for 2020                                     | 95      | [ 14 ] |

## Prêmios e Indicações
| Ano  | Premiação                                               | Categoria                                     | Indicado                                          | Resultado | Ref.   |
| ---- | ------------------------------------------------------- | --------------------------------------------- | ------------------------------------------------- | --------- | ------ |
| 2019 | Gijón International Film Festival                       | Best Film                                     | Shannon Murphy                                    | Indicado  | [ 23 ] |
| 2019 | Hamburg Film Festival                                   | Best Feature Film                             | Shannon Murphy                                    | Indicado  | [ 24 ] |
| 2019 | London Film Festival                                    | First Feature Competition                     | Shannon Murphy                                    | Indicado  | [ 25 ] |
| 2019 | Marrakech International Film Festival                   | Best Feature Film                             | Shannon Murphy                                    | Indicado  | [ 26 ] |
| 2019 | Marrakech International Film Festival                   | Best Actor                                    | Toby Wallace                                      | Venceu    | [ 26 ] |
| 2019 | Mumbai Film Festival                                    | Golden Gateway Award                          | Shannon Murphy                                    | Indicado  | [ 27 ] |
| 2019 | Pingyao International Film Festival                     | Gala-Best Film                                | Shannon Murphy                                    | Venceu    | [ 28 ] |
| 2019 | São Paulo International Film Festival                   | Best Film                                     | Shannon Murphy                                    | Venceu    | [ 29 ] |
| 2019 | Venice Film Festival                                    | Golden Lion                                   | Shannon Murphy                                    | Indicado  | [ 30 ] |
| 2019 | Venice Film Festival                                    | Best Young Actor or Actress                   | Toby Wallace                                      | Venceu    | [ 30 ] |
| 2019 | Venice Film Festival                                    | Fanheart3 Award                               | Toby Wallace Eliza Scanlen                        | Venceu    | [ 30 ] |
| 2019 | Warsaw International Film Festival                      | Feature Film                                  | Shannon Murphy (4 lugar)                          | Indicado  | [ 31 ] |
| 2019 | Zurich Film Festival                                    | Golden Eye                                    | Shannon Murphy                                    | Indicado  | [ 32 ] |
| 2019 | Zurich Film Festival                                    | International Feature Film                    | Shannon Murphy                                    | Venceu    | [ 32 ] |
| 2020 | Australian Academy of Cinema and Television Arts Awards | Best Direction                                | Shannon Murphy                                    | Venceu    | [ 33 ] |
| 2020 | Australian Academy of Cinema and Television Arts Awards | Best Lead Actor                               | Toby Wallace                                      | Venceu    | [ 33 ] |
| 2020 | Australian Academy of Cinema and Television Arts Awards | Best Lead Actress                             | Eliza Scalen                                      | Venceu    | [ 33 ] |
| 2020 | Australian Academy of Cinema and Television Arts Awards | Best Supporting Actor                         | Ben Mendelsohn                                    | Venceu    | [ 33 ] |
| 2020 | Australian Academy of Cinema and Television Arts Awards | Best Supporting Actress                       | Essie Davis                                       | Venceu    | [ 33 ] |
| 2020 | Australian Academy of Cinema and Television Arts Awards | Best Film                                     | Alex White                                        | Venceu    | [ 33 ] |
| 2020 | Australian Academy of Cinema and Television Arts Awards | Best Screenplay                               | Rita Kalnejais                                    | Venceu    | [ 33 ] |
| 2020 | Australian Academy of Cinema and Television Arts Awards | Best Original Score                           | Amanda Brown                                      | Venceu    | [ 33 ] |
| 2020 | Australian Academy of Cinema and Television Arts Awards | Best Casting                                  | Kirsty McGregor Stevie Ray                        | Venceu    | [ 33 ] |
| 2020 | Australian Academy of Cinema and Television Arts Awards | Best Cinematography                           | Andrew Commis                                     | Indicado  | [ 33 ] |
| 2020 | Australian Academy of Cinema and Television Arts Awards | Best Editing                                  | Stephen Evans                                     | Indicado  | [ 33 ] |
| 2020 | Australian Academy of Cinema and Television Arts Awards | Best Production Design                        | Sherree Phillips                                  | Indicado  | [ 33 ] |
| 2020 | Australian Academy of Cinema and Television Arts Awards | Best Sound                                    | Sam Hayward Angus Robertson Rick Lisle Nick Emond | Indicado  | [ 33 ] |
| 2020 | Brussels International Film Festival                    | Grand Prix                                    | Shannon Murphy                                    | Venceu    | [ 34 ] |
| 2020 | Casting Guild of Australia Awards                       | Best Casting in a Feature Film                | Kirsty McGregor Stevie Ray                        | Venceu    | [ 35 ] |
| 2020 | FEST International Film Festival                        | Best Screenplay                               | Rita Kalnejais                                    | Venceu    | [ 36 ] |
| 2020 | FEST International Film Festival                        | Best Film- Main Program                       | Shannon Murphy                                    | Indicado  | [ 36 ] |
| 2020 | Film Club's The Lost Weekend                            | Best Actress                                  | Eliza Scanlen                                     | Venceu    | [ 37 ] |
| 2020 | Film Club's The Lost Weekend                            | Best Actor                                    | Toby Wallace                                      | Venceu    | [ 37 ] |
| 2020 | Film Club's The Lost Weekend                            | Best Supporting Actress                       | Essie Davis                                       | Venceu    | [ 37 ] |
| 2020 | Film Club's The Lost Weekend                            | Best Supporting Actor                         | Ben Mendelsohn                                    | Venceu    | [ 37 ] |
| 2020 | Huading Award                                           | Best Global New Performer in a Motion Picture | Tobey Wallace                                     | Venceu    | [ 38 ] |
| 2020 | Indiewire Critics' Poll                                 | Best First Feature                            | Shannon Murphy                                    | Indicado  | [ 39 ] |
| 2020 | Luxembourg City Film Festiva                            | Grand Prix                                    | Shannon Murphy                                    | Indicado  | [ 40 ] |
| 2020 | Luxembourg City Film Festiva                            | Teen Jury Award                               | Shannon Murphy                                    | Venceu    | [ 40 ] |
| 2020 | Palm Springs International Film Festival                | Directors to Watch                            | Shannon Murphy                                    | Venceu    | [ 41 ] |
| 2020 | Pingyao International Film Festival                     | Scene Stealer                                 | Tobey Wallace                                     | Indicado  | [ 42 ] |
| 2020 | Transilvania International Film Festival                | Audience Award - International Competition    | Shannon Murphy                                    | Venceu    | [ 43 ] |
| 2020 | Transilvania International Film Festival                | Best Film                                     | Shannon Murphy                                    | Venceu    | [ 43 ] |
| 2021 | British Independent Film Awards                         | Best International Independent Film           | Shannon Murphy Rita Kalnejais Alex White          | Pendente  | [ 44 ] |
| 2021 | Guldbagge Awards                                        | Best Foreign Film (Bästa utländska film)      | Shannon Murphy                                    | Pendente  | [ 45 ] |